# Liste der Kulturdenkmale in Schlauroth
In der Liste der Kulturdenkmale in Schlauroth sind sämtliche Kulturdenkmale des Görlitzer Ortsteils Schlauroth verzeichnet, die bis Oktober 2017 vom Landesamt für Denkmalpflege Sachsen erfasst wurden (ohne archäologische Kulturdenkmale). Die Anmerkungen sind zu beachten.
Diese Liste ist eine Teilliste der Liste der Kulturdenkmale in Görlitz.

## Liste der Kulturdenkmale in Schlauroth
| Bild                                    | Bezeichnung | Lage                                          | Datierung                                                                      | Beschreibung | ID       |
| --------------------------------------- | --- | --------------------------------------------- | ------------------------------------------------------------------------------ | --- | -------- |
| Direkt Bild zu diesem Denkmal hochladen | Streuobstwiese | (am Ortsausgang Richtung Pfaffendorf) (Karte) |                                                                                | Wirtschaftsgeschichtlich von Bedeutung. Beschreibung des Gartendenkmals (Ragnhild Kober, 10. September 2008): Streuobstwiese mit Reihen von Obstbäumen (überwiegend Apfel). | 09282572 |
| Direkt Bild zu diesem Denkmal hochladen | Wohnstallhaus eines Vierseithofes | Dorfstraße 22 (Karte)                         | Um 1850                                                                        | Baugeschichtlich von Bedeutung | 09282576 |
| Direkt Bild zu diesem Denkmal hochladen | Häusleranwesen mit Eiskeller | Dorfstraße 38 (Karte)                         | 1. Hälfte 19. Jahrhundert                                                      | Baugeschichtlich von Bedeutung, Haus klein und unverändert | 09281469 |
| Direkt Bild zu diesem Denkmal hochladen | Ehemaliges Postgebäude mit Anbau | Dorfstraße 40 (Karte)                         | Nach 1800                                                                      | Später Schmiede, baugeschichtliche und geschichtliche Bedeutung, Krüppelwalmdach | 09281544 |
| Direkt Bild zu diesem Denkmal hochladen | Häusleranwesen, mit Eiskeller in der Erde | Dorfstraße 42 (Karte)                         | 1. Hälfte 19. Jahrhundert                                                      | Wohnhaus Obergeschoss Fachwerk, baugeschichtlich und wirtschaftsgeschichtlich von Bedeutung | 09281676 |
| Direkt Bild zu diesem Denkmal hochladen | Häusleranwesen | Dorfstraße 45 (Karte)                         | Um 1850                                                                        | Obergeschoss ehemals Fachwerk, baugeschichtlich von Bedeutung, Giebel Bretter mit Schieferverkleidung, schwarz-weiß | 09281383 |
| Direkt Bild zu diesem Denkmal hochladen | Zum Wilhelmsthal; Ausflugsgaststätte mit Hofgebäude und Einfriedung | Dorfstraße 54 (Karte)                         | Um 1900 (Gasthaus); um 1800 (Nebengebäude)                                     | Baugeschichtlich und ortsgeschichtlich von Bedeutung. Hofgebäude mit Mansarddach und Fledermausgaube. Hauptbau Putz mit Klinkergliederung. Gestaltung gediegen. | 09282193 |
| Direkt Bild zu diesem Denkmal hochladen | Scheune | Dorfstraße 61 (Karte)                         | Ende 19. Jahrhundert                                                           | Klinkerbau, baugeschichtlich und wirtschaftsgeschichtlich von Bedeutung. Wirtschaftsgebäude mit Oberlaubengang, mit Kammern für die Knechte, äußerste Seltenheit des Bautyps, mit Gewölbe, Abbruch 2003, Scheune mit drei Dachhäuschen, Klinkerbau. | 09282296 |
|                                         | Rittergut mit Herrenhaus mit überbauter Toreinfahrt (Nr. 63), Wirtschaftsgebäude (Nr. 65), große Scheune (Nr. 69) des westlich gelegenen Wirtschaftshofes mit Krüppelwalmdach und der im Osten des Herrenhauses gelegene kleine Gutspark mit Einfriedungsmauer | Dorfstraße 63, 65, 69 (Karte)                 | Kern 16. Jahrhundert                                                           | Baugeschichtlich, hausgeschichtlich und ortsgeschichtlich von Bedeutung. Herrenhaus mit Renaissance-Treppenturm, dieser im 18. Jahrhundert durch ein innenliegendes Treppenhaus ersetzt. Treppenturm gleichzeitig mit Zwischendecken mit Putzspiegeln versehen. Treppenhaus um 1908 nochmalig in Formensprache des Jugendstils verändert. In den Räumen und im Treppenhaus des Gutshauses schöne barocke Putzspiegel. Wirtschaftstrakt Obergeschoss teils Fachwerk verputzt. Scheune aus Bruchstein (Flst. 119/2, 120). Beschreibung des Gartendenkmals (Ragnhild Kober, 10. September 2008): - Einfriedung: an der Nord-, Ost- und Südost-Grenze des Gartens verputzte Stützmauer mit Brüstungsmauer aus Bruchsteinmauerwerk, im Einfahrtsbereich ein Abschnitt aus Ziegelmauerwerk mit Sandsteinabdeckung - Erschließung: Zufahrt im Norden außerhalb des Gutsparks - Gartenbauten: Elemente (Balustrade und Eckbetonungen) einer ehemaligen Aussichtsterrasse über einem einstöckigen Nebengebäude (heute überbaut) im Westen des Herrenhauses (einstiger Blickbezug zur Landeskrone) - Gehölze: im Westen des Herrenhauses zwei Solitärbäume (eine Linde und ein Spitzahorn), an der Nord- und Ostgrenze Baumreihe (Spitzahorn, Platane, Linde, Spitzahorn, Lärche, Kastanie, Bergahorn, Linde), Sträucher (Flieder) - Hofpflaster: im Süden des Herrenhauses Reste der Hofpflasterung (Basalt und Granit) - Flurstücke 116/2, 117/1, 117/2 und 117/3 nachträglich durch Gartendenkmalpflege ergänzt. | 09282370 |
| Direkt Bild zu diesem Denkmal hochladen | Scheune | Dorfstraße 75 (Karte)                         | Um 1850                                                                        | Baugeschichtlich und wirtschaftsgeschichtlich von Bedeutung | 09282571 |
| Direkt Bild zu diesem Denkmal hochladen | Villa mit Wirtschaftsgebäude und Remise | Görlitzer Straße 3 (Karte)                    | Bezeichnet mit 1899                                                            | Baugeschichtlich von Bedeutung. Villa Klinker mit Putzgliederung, auffällig gestaltet. | 09280144 |
| Direkt Bild zu diesem Denkmal hochladen | Chausseehaus | Görlitzer Straße 4 (Karte)                    | 1822                                                                           | Haus mit zweigeschossigem Mittelteil mit Dreiecksgiebel und flachen Seitenflügeln, als Vorlage für die preußischen Chausseehäuser (siehe auch Reichenbach, Oberreichenbach 30) dienten die unter Mitarbeit Karl Friedrich Schinkels von der Preußischen Oberbaudeputation in Berlin um 1820 erstellten Musterentwürfe für Chausseehäuser, baugeschichtlich und verkehrsgeschichtlich von Bedeutung. Mittelrisalit mit Dreiecksgiebel, flachere Flanken, Zolleinnehmerhaus mit typischer klassizistischer Gestaltung, Schuppen im Hof „Das wenig veränderte Chausseehaus ist ein anschauliches Beispiel für das Bestreben der Preußischen Oberbaudeputation, durch Musterentwürfe landesweit auf eine Verbesserung der Baukultur hinzuwirken. Es bezeugt zudem die rasche Entwicklung des Chaussee- und Wegebaus in Preußen nach 1815. Wegen seiner exponierten Lage und ansprechenden klassizistischen Fassadengliederung bildet das Chausseehaus überdies einen markanten Blickfang mit hohem Wiedererkennungswert.“ (Quellen: Schinkel-Museum Berlin, Vorlegeblätter für Baumeister, Blatt 45e/95, gez. 1820 von Karl Friedrich Schinkel) | 09280149 |
| Direkt Bild zu diesem Denkmal hochladen | Bauernhaus | Görlitzer Straße 43 (Karte)                   | Mitte 19. Jahrhundert                                                          | Wichtig für das Ortsbild an der Fernverkehrsstraße, baugeschichtlich von Bedeutung. 1908 etwas verändert. Gestaltung vergleiche Nummer 16. | 09280162 |
| Direkt Bild zu diesem Denkmal hochladen | Wohnstallhaus und drei Seitengebäude eines Vierseithofes | Kleine Seite 16, 18 (Karte)                   | 1. Hälfte 19. Jahrhundert (Wohnstallhaus); bezeichnet mit 1909 (Seitengebäude) | Baugeschichtlich und wirtschaftsgeschichtlich von Bedeutung. Wohnhaus mit Ställen, ein Seitengebäude Bruchstein, mit Kummethalle. | 09281159 |
| Direkt Bild zu diesem Denkmal hochladen | Häusleranwesen | Schlaurother Straße 61 (Karte)                | 1. Hälfte 19. Jahrhundert                                                      | Obergeschoss Fachwerk, baugeschichtlich von Bedeutung, Fachwerk zweiriegelig, Schiefergiebel | 09282574 |
| Direkt Bild zu diesem Denkmal hochladen | Friedhof und Friedhofskapelle Rauschwalde (Sachgesamtheit) | Schlaurother Weg (Karte)                      | Um 1900                                                                        | Friedhofsgestaltung mit Wegesystem, prägenden Baumalleen und Baumreihen, Baumpaar, Solitärbaum und Hecke, baugeschichtlich, ortsgeschichtlich und landschaftsgestaltend von Bedeutung | 09302914 |
| Direkt Bild zu diesem Denkmal hochladen | Friedhofskapelle, eine Grabanlage, eine Reihe Soldatengräber und die Friedhofseinfriedung (siehe auch Sachgesamtheitsdokument Obj. 09302914) | Schlaurother Weg (Karte)                      | Nach 1945 (Soldatengrab); um 1920 (Friedhofskapelle)                           | Baugeschichtlich und ortsgeschichtlich von Bedeutung | 09282673 |
| Direkt Bild zu diesem Denkmal hochladen | Soldatenfriedhof (Sachgesamtheit) | Schlaurother Weg (Karte)                      | 1946                                                                           | Die aus Granit bestehenden Obelisken für die im Carolus-Krankenhaus als dem Lazarett gestorbenen Soldaten der Roten Armee und weitere später hierher umgebettete sowjetische Soldaten mit ihren Grabmalen, diese ebenfalls aus Granit aus den Königshainer Bergen, der sowjetische Zivilfriedhof wahrscheinlich für 67 Zwangsarbeiter und fünf Soldaten und der deutsche Soldatenfriedhof für im Lazarett Gestorbene und in der Umgebung Gefallene, von internationaler geschichtlicher Bedeutung | 09302915 |
| Direkt Bild zu diesem Denkmal hochladen | Auf dem Sowjetischen Ehrenfriedhof (a) Obelisk aus Granit sowie 108 kleinere Obelisken und 32 Grabplatten, auf dem sowjetischen Zivilfriedhof (b) ein zweiter großer Obelisk und 67 Grabplatten und auf dem deutschen Soldatenfriedhof (c) drei große Holzkreuze und 265 Grabplatten aus Granit sowie die gesamte Einfriedungsmauer mit einer großen und einer kleinen Toranlage, die große Toranlage mit schmiedeeisernem Gitter (siehe auch Sachgesamtheitsdokument Obj. 09302915) | Schlaurother Weg (Karte)                      | 1946                                                                           | Einzeldenkmale der Sachgesamtheit Soldatenfriedhof: auf dem Sowjetischen Ehrenfriedhof; die aus Granit bestehenden Obelisken für die im Carolus-Krankenhaus als dem Lazarett gestorbenen Soldaten der Roten Armee und weitere später hierher umgebettete sowjetische Soldaten mit ihren Grabmalen, diese ebenfalls aus Granit aus den Königshainer Bergen, der sowjetische Zivilfriedhof wahrscheinlich für 67 Zwangsarbeiter und fünf Soldaten und der deutsche Soldatenfriedhof für im Lazarett Gestorbene und in der Umgebung Gefallene, von internationaler geschichtlicher Bedeutung | 09282672 |
| Direkt Bild zu diesem Denkmal hochladen | Streuobstwiese | Siedlung 2 (hinter) (Karte)                   |                                                                                | Ortsgeschichtlich von Bedeutung. Beschreibung des Gartendenkmals (Ragnhild Kober, 10. September 2008): Streuobstwiese im Nordost-Bereich des Grundstücks mit Obstbäumen (überwiegend Apfel und Süßkirsche), Hecke aus Laubgehölzen an der Nordost-, Südost- und Nordwest-Grenze der Streuobstwiese. Bemerkung: das Gelände des Grundstücks ist von Südwesten nach Nordosten stark ansteigend, in der Mitte des Grundstücks befinden sich Reste von ehemaligen Gewächshäusern, die Gebäude stehen leer, das Grundstück ist stark verwildert. | 09282573 |

## Tabellenlegende
- Bild: Bild des Kulturdenkmals, ggf. zusätzlich mit einem Link zu weiteren Fotos des Kulturdenkmals im Medienarchiv Wikimedia Commons. Wenn man auf das Kamerasymbol klickt, können Fotos zu Kulturdenkmalen aus dieser Liste hochgeladen werden:
- Bezeichnung: Denkmalgeschützte Objekte und ggf. Bauwerksname des Kulturdenkmals
- Lage: Straßenname und Hausnummer oder Flurstücknummer des Kulturdenkmals. Die Grundsortierung der Liste erfolgt nach dieser Adresse. Der Link (Karte) führt zu verschiedenen Kartendiensten mit der Position des Kulturdenkmals. Fehlt dieser Link, wurden die Koordinaten noch nicht eingetragen. Sind diese bekannt, können sie über ein Tool mit einer Kartenansicht einfach nachgetragen werden. In dieser Kartenansicht sind Kulturdenkmale ohne Koordinaten mit einem roten bzw. orangen Marker dargestellt und können durch Verschieben auf die richtige Position in der Karte mit Koordinaten versehen werden. Kulturdenkmale ohne Bild sind an einem blauen bzw. roten Marker erkennbar.
- Datierung: Baubeginn, Fertigstellung, Datum der Erstnennung oder grobe zeitliche Einordnung entsprechend des Eintrags in der sächsischen Denkmaldatenbank
- Beschreibung: Kurzcharakteristik des Kulturdenkmals entsprechend des Eintrags in der sächsischen Denkmaldatenbank, ggf. ergänzt durch die dort nur selten veröffentlichten Erfassungstexte oder zusätzliche Informationen
- ID: Vom Landesamt für Denkmalpflege Sachsen vergebene, das Kulturdenkmal eindeutig identifizierende Objekt-Nummer. Der Link führt zum PDF-Denkmaldokument des Landesamtes für Denkmalpflege Sachsen. Bei ehemaligen Kulturdenkmalen können die Objektnummern unbekannt sein und deshalb fehlen bzw. die Links von aus der Datenbank entfernten Objektnummern ins Leere führen. Ein ggf. vorhandenes Icon  führt zu den Angaben des Kulturdenkmals bei Wikidata.

## Ausführliche Denkmaltexte
1. ↑  Beschreibung des Gartendenkmals (Ragnhild Kober, 6. November 2008):
  - Einfriedung: geschnittene Hecke an der Südost-Grenze zum Carolusweg (im Nordost-Abschnitt Hainbuche, im Südwest-Abschnitt Rotbuche), Tor und Pforte mit drei verputzten Pfeilern mit Betonsteinabdeckung, zwei Torflügeln und einem Türflügel aus Metallkonstruktion, verputzte Mauer mit Betonsteinabdeckung an der Südwest-Grenze, Mauer (Beton) mit Betonsteinabdeckung zwischen Süd-Feld und West-Feld
  - Wegesystem: Hauptwegeachse (Kapellenachse) von Südosten (Tor) nach Nordwesten (im Südosten der Kapelle aufgeweitet zu einem Platz), durch ein orthogonales Wegesystem Gliederung in vier Hauptfelder zu je vier Quartieren (Süd-Feld: Quartiere A,B,C,D; Ost-Feld: Quartiere E,F,G,H; West-Feld: Quartiere I,K,L,M; Nord-Feld: Quartiere N,O,P,R), bis auf das Nord-Feld sind die Felder durch je ein Wegekreuz und äußere Wege in die einzelnen Quartiere gegliedert
  - Gehölze: Baumalleen und Reste von Baumalleen (Linden) an den Wegekreuzen des Süd-Feldes und Ost-Feldes, Baumreihen (Linden) an den äußeren Wegen des Süd-Feldes und Ost-Feldes, Baumreihe (drei Linden) an der Südost-Grenze von Quartier I des West-Feldes, Reste von Baumreihen (Spitzahorn, Bergahorn, Linden) in der Längsachse des West-Feldes, Reste von Baumreihen (Linden) an der Nordwest-Grenze, Baumpaar (zwei Pyramidenpappeln) am Nordwest-Ende der Hauptachse (Kapellenachse), Solitärbaum (Trauerweide) im Norden der Kapelle, Solitärbaum (Trauerweide) am Südwest-Ende der Längsachse des West-Feldes, Solitärbaum (Eiche) an der Süd-Ecke von Quartier O, Hecken als Einfriedung (siehe Punkt Einfriedung), Hecken (Hainbuchen) im Südosten des Ost- und Süd-Feldes, Hecken (Eibe, Lebensbaum) als Grabeinfassungen
  - Grabanlagen: Soldatengräber im Quartier G, Katholische Schwesterngräber im Quartier K
  - Bemerkung: Wegesystem wurde/wird saniert (helle wassergebundene Wegedecke, Kantensteine aus Granit, einseitige Rinnen aus Granitkleinsteinpflaster, Bankplätze mit Pflasterflächen)
2. ↑  Beschreibung des Gartendenkmals (Ragnhild Kober, 10. September 2008):
  - Friedhofsteile: 
    - a) im Südwesten Sowjetischer Ehrenfriedhof (Friedhof für die Soldaten der Roten Armee)
    - b) Sowjetischer Zivilfriedhof
    - c) im Nordosten Deutscher Soldatenfriedhof

  - a) Sowjetischer Ehrenfriedhof (Friedhof für die Soldaten der Roten Armee), in seiner Grundfläche quadratisches, ca. 3.850 m² großes Areal mit 108 Obelisken und 32 Grabplatten
    - Einfriedung: an der Nordost-, Südost-, Südwest- und Nordwest-Grenze niedrige Einfriedungsmauer aus verputztem Ziegelsteinmauerwerk mit Mauerpfeilern und Betonabdeckung, Südost-Tor mit zwei Torflügeln aus Metallkonstruktion zwischen zwei hohen Mauerabschnitten jeweils im rechten Winkel gesetzt und jeweils außen abschließend mit einer Säule aus Granit, auf diesen Säulen je eine Feuerschale aus Granit, nach innen zum Tor schließen die Mauerabschnitte halbrund ab, die Fläche außen zwischen den abgewinkelten Mauerabschnitten ist mit eingepassten Gehwegplatten belegt
    - Erschließung: Wegekreuz mit vom Südost-Tor über den Denkmalplatz führender Südost-Nordwest-Längsachse und dem Südwest-Wegeabschnitt der Nordost-Südwest-Querachse, parallel zu den Einfriedungsmauern geradlinig geführte Wege (Wege mit wassergebundener Decke und Granitkantenstein), an den Enden der Querachse je ein Sitzplatz ohne Bank
    - Gehölze: die zentrale Platzfläche ist durch niedrige Hecken (Alpenjohannisbeere, Spiraea bumalda und Cotoneaster) und Strauchgruppen (Rhododendron, im Nordost-Bereich) gefasst, rechts und links des Nordwest-Wegeabschnittes der Längsachse Ligusterhecken, zwei Baumpaare (Birken) am Südwest-Weg der Querachse, die Sitzplätze an den beiden Enden der Querachse sind von Baumpaaren (Linden) gerahmt, an den Innen- und zum Teil an den Außenseiten der Einfriedungsmauern Baumreihen und Solitärbäume (Silberahorn) sowie Strauchpflanzungen (vorrangig Falscher Jasmin und Flieder, außen Schneebeere u. a. m.)
    - Ehrenmal: zentrale drei Stufen (Granitblockstufen) erhöht liegende quadratische Platzfläche mit Granitsteinplatten und Eckbetonungen aus jeweils drei Granitquadern, in der Mitte des Platzes der Gedenkstein mit einem quadratischen Podest aus Granitblöcken mit zylinderförmigen Eckbetonungen, darauf der in seiner Grundfläche quadratische Sockel mit Eckbetonungen (Eichenlaubreliefs), an dessen Seitenflächen im Südwesten und Nordosten jeweils die Jahreszahlen 1941 und 1945 eingehauen, auf der Südost-Seite eine Inschrift mit kyrillischen Buchstaben (Übersetzung der Inschrift: Ewiger Ruhm den Helden, sie fielen in den Kämpfen für die Freiheit und Unabhängigkeit der sowjetischen Heimat), auf diesem Sockel ein Obelisk aus Granitblöcken, auf der Spitze des Obelisken eine Granitkugel mit kranzartig angeordneten herausgearbeiteten fünf Sowjetsternen (fünfzackig)
    - Grabstellen: im Südwest-Bereich zwei Gräberfelder mit Obelisken (in den Boden eingelassene quadratische Fundamente, quadratische Sockel, ca. 1,50 m hohe Obelisken, am oberen Ende des Obelisken vertieft ein Sowjetstern, an der Vorderseite angelehnt Granittafeln mit Namen und Lebensdaten), an den Rändern des vorderen Gräberfeldes auf Fundamenten liegende Granitplatten mit Namen und Lebensdaten

  - b) Sowjetischer Zivilfriedhof mit einer Größe von ca. 675 m² und ehemals 72 Einzelgrabmalen mit Grabplatten, die 1982/83 abgetragen wurden (Die Identität der hier begrabenen 67 vermutlich sowjetischen Zwangsarbeiter und 5 sowjetischen Soldaten ist nicht geklärt.)
    - Einfriedung: Einfriedungsmauer aus verputztem Ziegelmauerwerk mit Pfeilern und Abdecksteinen, Südost-Tor mit zwei massiven abgewinkelten Pfeilern aus Granitblöcken
    - Gehölze: zwei Birken am Tor, zwei Birken rechts und links des Gedenksteines, drei Lebensbäume hinter dem Obelisken
    - Gedenkstein: in der Achse des Tores vor der nordwestlichen Einfriedungsmauer, Podest mit Sockel und Obelisk (alles Granit), an drei Seiten des Obelisk je ein Sowjetstern in den Stein gehauen

  - c) Deutscher Soldatenfriedhof, nahezu rechteckiges Areal von ca. 1.710 m² im Nordosten, außerhalb der durch Einfriedungsmauern gefassten Anlage, ein Gräberfeld mit den Gräbern gefallener deutscher Soldaten, hier ruhen 256 Soldaten, von denen 16 nie identifiziert werden konnten, jedem Grab ist ein liegender Grabstein aus Granit zugeordnet, auf dem jeweils zwei Namen sowie Lebensdaten stehen, die Namen werden durch ein stilisiertes Kreuz getrennt, drei Kreuze aus Holzbalken auf einer Plattenfläche mit unregelmäßigen Granitplatten, die von einer Granitkante begrenzt ist, eine Treppe aus Granitblockstufen, eine Steinbank aus Granit, ein Solitärbaum (Linde), Birken

Bemerkung: 2008 Restaurierung der Mauern, Tore, Grabsteine und Denkmale
3. ↑  21. April 1946 Eröffnung des Friedhofs. Beteiligte am sowjetischen Friedhof: Architekt Fritz Niemann, Gartenarchitekt Henry Kraft, Kunstschmied Kalle, Steinarbeiter aus Königshain. Der sowjetische Zivilfriedhof umfasste 72 Grabmale, die 1982/83 abgetragen wurden. Die drei Holzkreuze ließ mit Geldern der evangelischen Kirche der Rauschwalder Pastor Kurt Graetz errichten (Quellen Ratsarchiv Görlitz vorl. Nummer 443, Sig. 437; E.W. Giese: Görlitzer Tagebuch,)

Görlitz, Ortsteil Rauschwalde:
Sowjetischer Ehrenfriedhof, Christian-Heuck-Straße/Schlaurother Weg In Einzel- und Gemeinschaftsgräbern ruhen hier 108 Gefallene der Frühjahrskämpfe 1945, Angehörige der 1. Ukrainischen Front und der 2. Polnischen Armee. An ihre Seite gebettet wurden 51 polnische Zwangsarbeiter. Die Gräber tragen einheitlich gestaltete Grabobelisken, teilweise in liegender Form zu beiden Seiten des Grabobelisken. Rechts neben den Gräbern das Denkmal auf einer Plattform ein zweifach gestufter Sockel, an den Seiten Pfeiler, geschmückt mit stilisiertem Lorbeerzweig. Darüber Obelisk, gekrönt von einer Kugel, der an den 4 Seiten Sowjetsterne vorgesetzt sind. Material: Granit, Höhe ca. 800 cm, errichtet 1946.